# Пронин, Василий Яковлевич
Василий Яковлевич Пронин — советский хозяйственный деятель, Герой Социалистического Труда.

## Биография
Родился в 1913 году в селе Коренское. Член КПСС.
В 1933—1941 годах — каменщик на стройках Ростова-на-Дону.
Участник Великой Отечественной войны: кладовщик заправочного пункта склада горюче-смазочных материалов № 1919 3-й гвардейской армии.
В 1946—1973 годах — каменщик, бригадир комплексной бригады управления начальника работ № 106 Главростовстроя Министерства строительства СССР.
Указом Президиума Верховного Совета СССР от 9 августа 1958 года присвоено звание Героя Социалистического Труда с вручением ордена Ленина и золотой медали «Серп и Молот».
Делегат XXII съезда КПСС.
Умер в 1986 году в Ростове-на-Дону.

## Награды и звания
- Герой Социалистического Труда (09.08.1958)
- Орден Ленина (09.08.1958)
- Орден Отечественной войны II степени (06.04.1985)
- Орден Красной Звезды (24.02.1945)